# Palmový olej

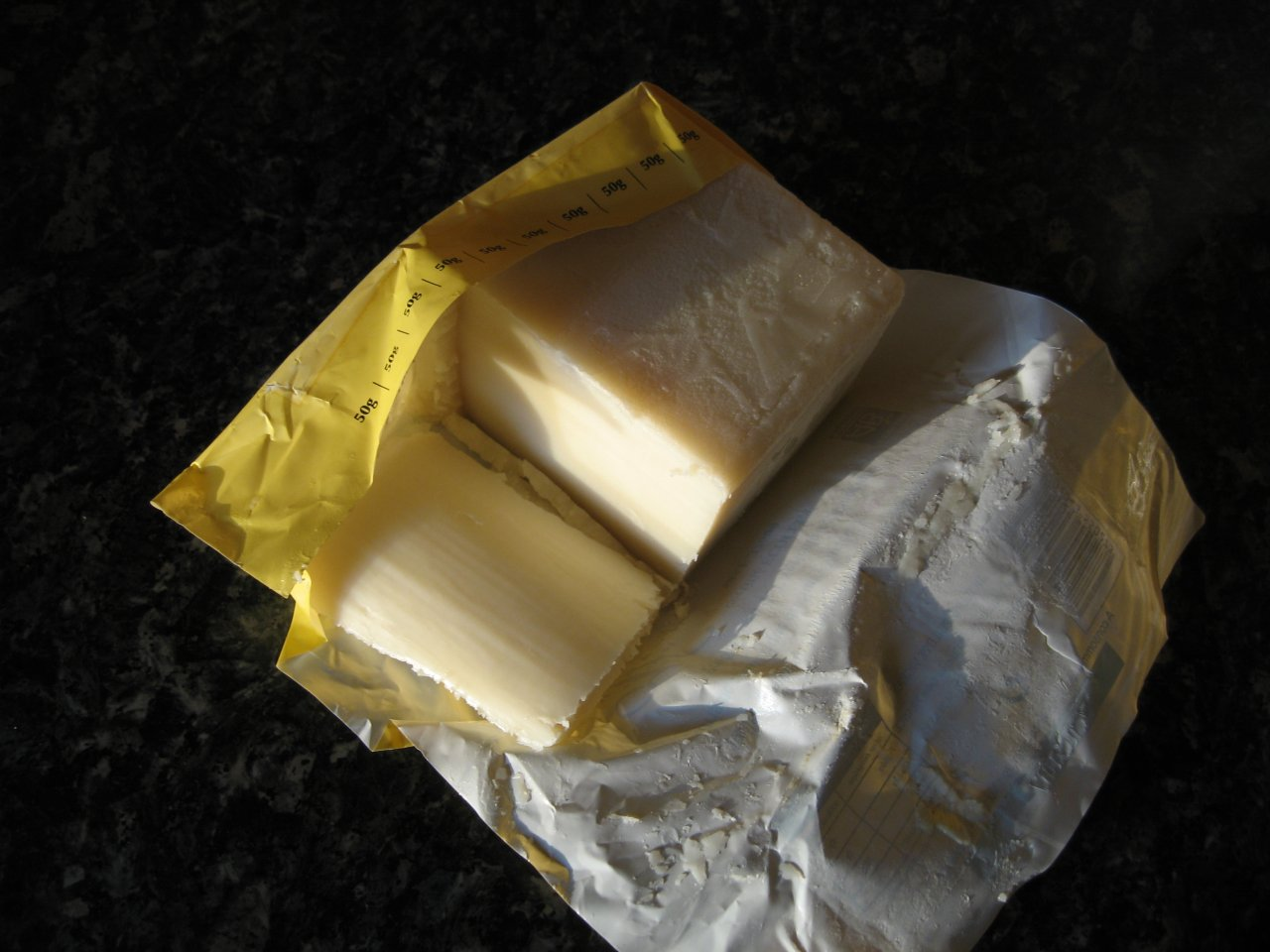
Kostky palmového oleje. Světlejší barva je dosažena vařením oleje.

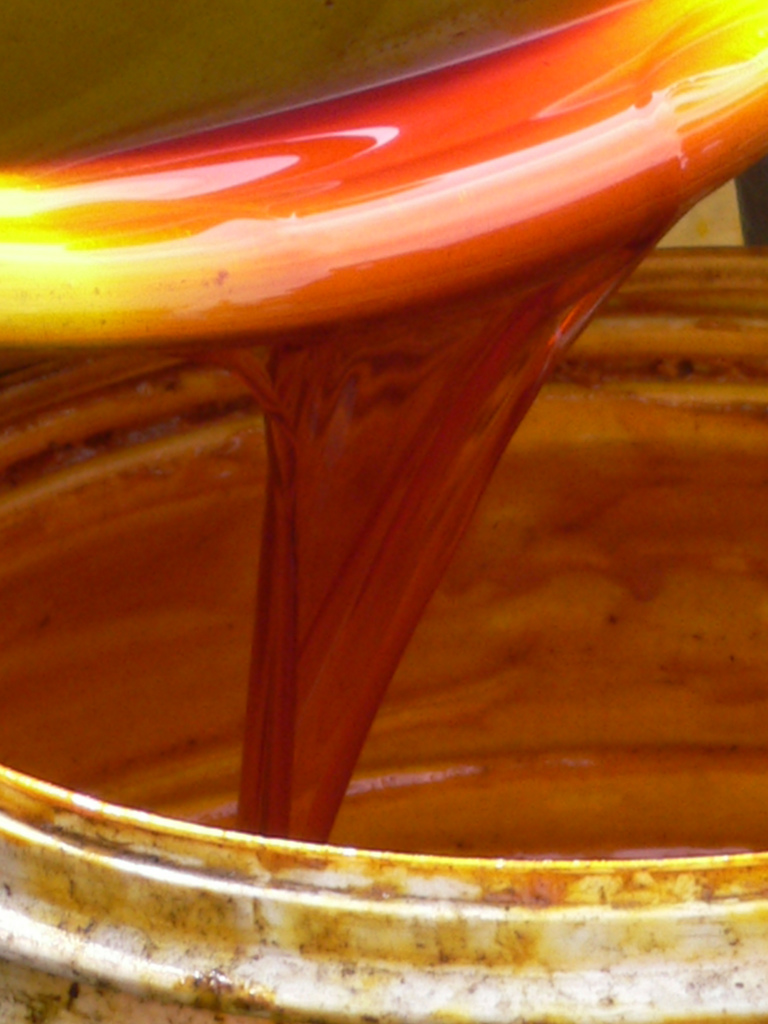
Surový palmový olej

Palmový olej je jedlý rostlinný olej, který se získává lisováním z oplodí tropické palmy olejné (Elaeis guineensis), která původně pochází ze zemí západní Afriky, avšak v současnosti se již pěstuje v celém tropickém pásmu do 10° zeměpisné šířky od rovníku v oblastech s vysokou teplotou a dostatkem srážek. Palmový olej se získává z dužiny plodů. Z oddělených jader plodů této rostliny lze získat i další typ oleje, tzv. palmojádrový, zbytky těchto vylisovaných jader se nazývají palmojádrové pokrutiny nebo také expelery.
V současnosti se jedná o nejběžnější a nejobchodovanější olej na světě.

## Využití
Palmový olej se v posledních asi třiceti letech stal jedním z nejpoužívanějších rostlinných olejů. Zhruba polovina všech balených výrobků v supermarketech obsahuje nějakou formu palmového oleje. Palmový olej nachází uplatnění především v potravinářství, tj. ve směsných stolních olejích, margarínech, slaných i sladkých sušenkách a pečivu, v čokoládových polevách, oříškových a čokoládových pomazánkách, zmrzlinách, instantních polévkách, bramborových lupíncích, kojeneckých výživách, u nebalených potravin se pak používá především do slaného a sladkého pečiva. Všechny tyto druhy potravin využívají jeho specifické funkční vlastností, které dodávají potravinám požadovanou texturu. Palmový olej nahradil dříve k těmto účelům používané částečně ztužené tuky, které obsahovaly vysoký podíl transmastných kyselin s negativním dopadem na lidské zdraví. Palmový olej snáší vysoké teploty, nepřepaluje se, lze jej užívat s výhodou na smažení ať už v domácnostech nebo v pohostinství, i když k tomuto účelu jsou v České republice častěji využívány jiné druhy olejů s dobrou tepelnou stabilitou. Používání palmového oleje na vaření je mnohem více rozšířené v Asii.
Palmový olej v potravinách podléhá relativně málo oxidaci, což zaručuje řadě výrobků delší trvanlivost. Kromě potravin se využívá při výrobě nejrůznější kosmetiky – mýdel, šampónů, krémů, rtěnek, řasenek, zubní pasty aj., drogerie, čisticích a mycích prostředků, do léčiv včetně potravinových doplňků i na výrobu svíček. Lze jej najít také v průmyslových mazivech, v krmivu pro hospodářská i domácí zvířata, používá se při výrobě energie a stále více se přidává do biopaliv. Palmojádrové pokrutiny se používají do krmiv pro domácí mazlíčky i hospodářská zvířata, ale lze je využít i k výrobě papíru nebo hnojiv.

## Ekologické dopady

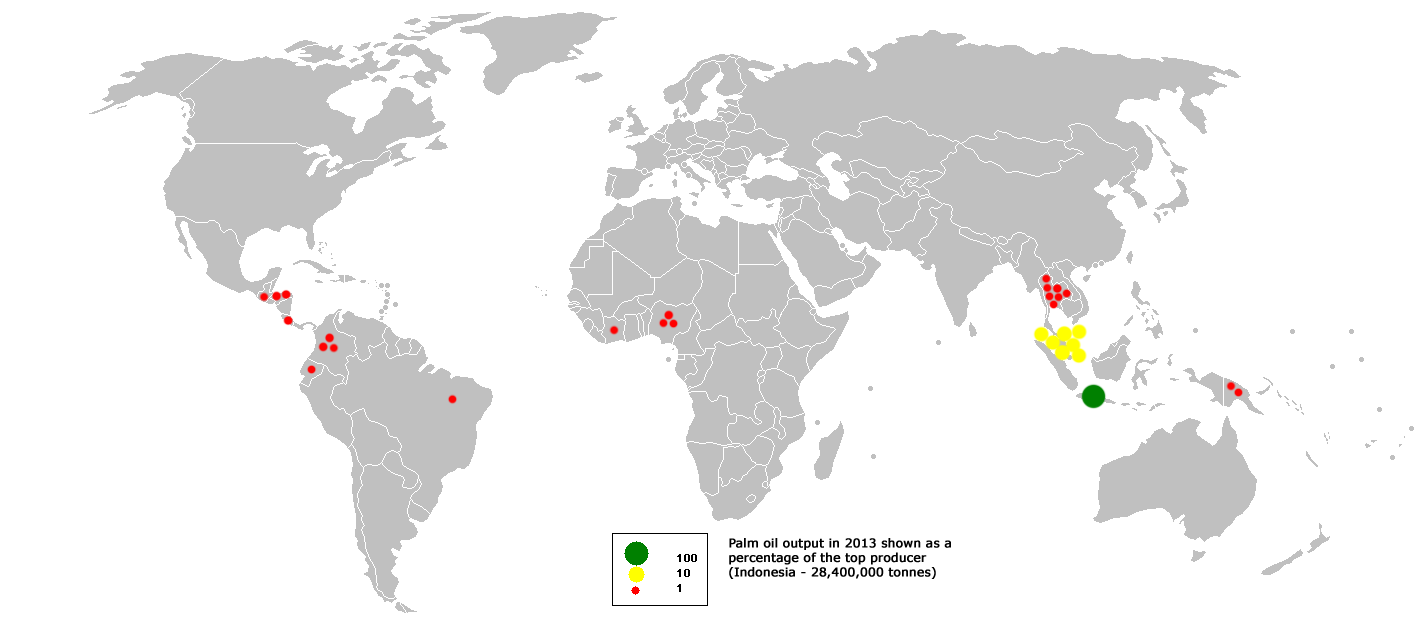
Produkce palmového oleje, 2013

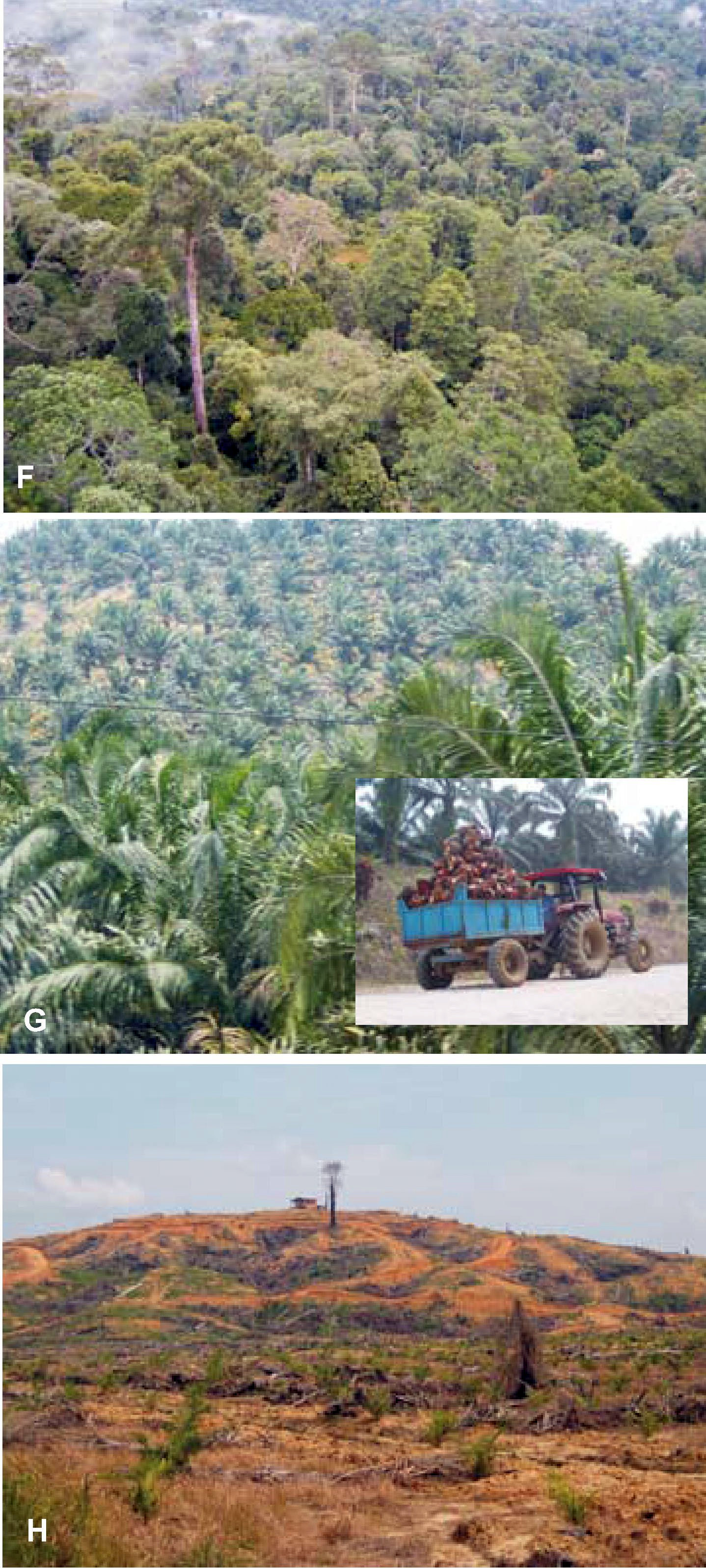
Vznik palmové plantáže

### Plantáže palmového oleje
Zhruba 85 % veškerého palmového oleje na světě pochází z Indonésie (především ostrovy Borneo a Sumatra) a Malajsie. Část palmového oleje se získává z rozsáhlých plantáží. Obecně panuje názor, že za většinu odlesněné plochy původního deštného pralesa může palma olejná. Analýzy satelitních snímků sledující změny porostu v Indonésii však ukazují, že plantáže palmy olejné zaujímají jen 23 % odlesněné plochy. K největšímu odlesňování došlo v roce 2009. Od té doby se zakládání nových rozsáhlých plantáží palmy olejné snižuje. Může za to zvýšený společenský tlak, který se snaží dalšímu odlesňování bránit. Plantáže palmy olejné nevznikají jen na úkor primárního pralesa. Část plantáží vznikla i změnou užití zemědělské půdy, stejně jako přeměnou porostu travin a křovin. Například v Malajsii s více než stoletou tradicí pěstování palmy olejné došlo v 60. a 70. letech 20. století k expanzi palmových plantáží na úkor kaučukovníku. V Indonésii vzniklo mezi lety 1990 až 2010 19,9 % nově založených plantáží palmy olejné na území porostlém travinami a křovinami a 37,7 % přeměnou plochy využívané k jiným komerčním účelům.
Významnou roli v produkci palmového oleje hrají i drobní farmáři, kteří hospodaří na pozemcích menší rozlohy. Jejich podíl na produkci se v různých zemích liší a pohybuje se v rozmezí 40 % v Indonésii, až po 96 % v Nigérii.
Plantáže palmy olejné vznikají i v dalších zemích jihovýchodní Asie, Afriky i Střední a Jižní Ameriky.

### Negativní dopady

#### Úbytek biologických druhů
Přeměnou pralesů na monokulturní plantáže dochází k nenávratným ztrátám biologické rozmanitosti a úbytku druhů až o 85 %. Většina druhů živočichů žijící v lese není schopna na plantážích přežít a je nucena migrovat nebo uhyne. Plantáže s palmami poskytují prostředí k životu pro pouhých 15 % pralesních druhů. Na druhou stranu má palmová plantáž vyšší biologickou rozmanitost než pastviny pro dobytek, které vznikaly odlesňováním např. v Jižní Americe. Pokud jsou palmové plantáže založeny na pastvinách, biodiversita se zvyšuje. Jedním z takto ohrožených druhů jsou orangutani, lidoopi žijící naprostou většinu svého života v korunách pralesních stromů na Sumatře a Borneu. V souvislosti s rozšiřováním plantáží docházelo k poklesu stavů o několik tisíců ročně. Mnoho mláďat orangutanů, jejichž matky byly zabity, zemřelo nebo skončilo v rukou překupníků. Cíleným budováním ekologických koridorů se zvyšuje propojení lesů, což usnadňuje průchod orangutanů mezi oblastmi sousedícími s plantážemi do původní vegetace. Podle studie WWF, publikované v červenci 2019, vzrostla populace orangutanů v malajském státě Sabah na severu Bornea z 5376 exemplářů v roce 2003 na téměř 6 000 v roce 2018.

#### Vypalování pralesů a vznik emisí
Vypalováním pralesa se uvolňuje obrovské množství CO2 do ovzduší. Indonésie se stala v roce 2015 třetím největším světovým producentem emisí. Během lesních požárů, které v Indonésii vypukly na podzim roku 2015 a které byly mnohými zdroji nazvány nejhorší ekologickou katastrofou 21. století, množství emisí dokonce překonalo i Spojené státy a zhruba pětkrát lidnatější Čínu, které jsou největšími světovými znečišťovateli ovzduší. Nehořely jen pralesy. Největší podíl 33 % požárů postihl rašeliniště, shořely i plantáže palmy olejné a další úroda zemědělců. Nekontrolované šíření požárů způsobilo sucho vyvolané klimatickým jevem El Niño.
Udržitelná produkce palmového oleje zapovídá vypalování původní vegetace, vysoušení rašelinišť a zamezuje sociálním konfliktům. Závazky vyjadřuje zkratka NDPE z anglického "No Deforestation, No Peat and No Exploitation".

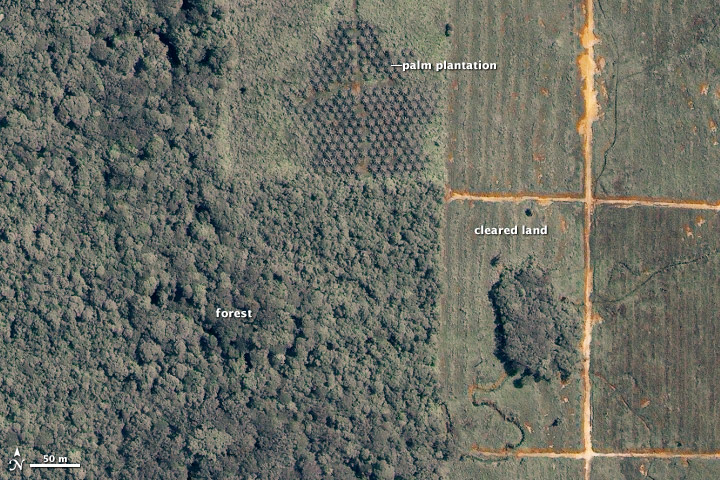
Satelitní snímek odlesňování malajské části ostrova Borneo a nahrazování porostu palmovými plantážemi
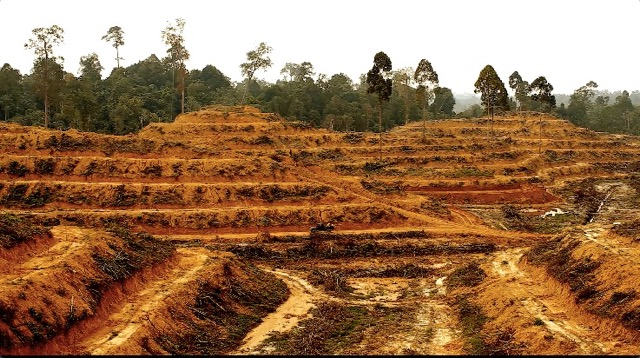
Budování nelegální plantáže palmy olejné na místě původního deštného pralesa
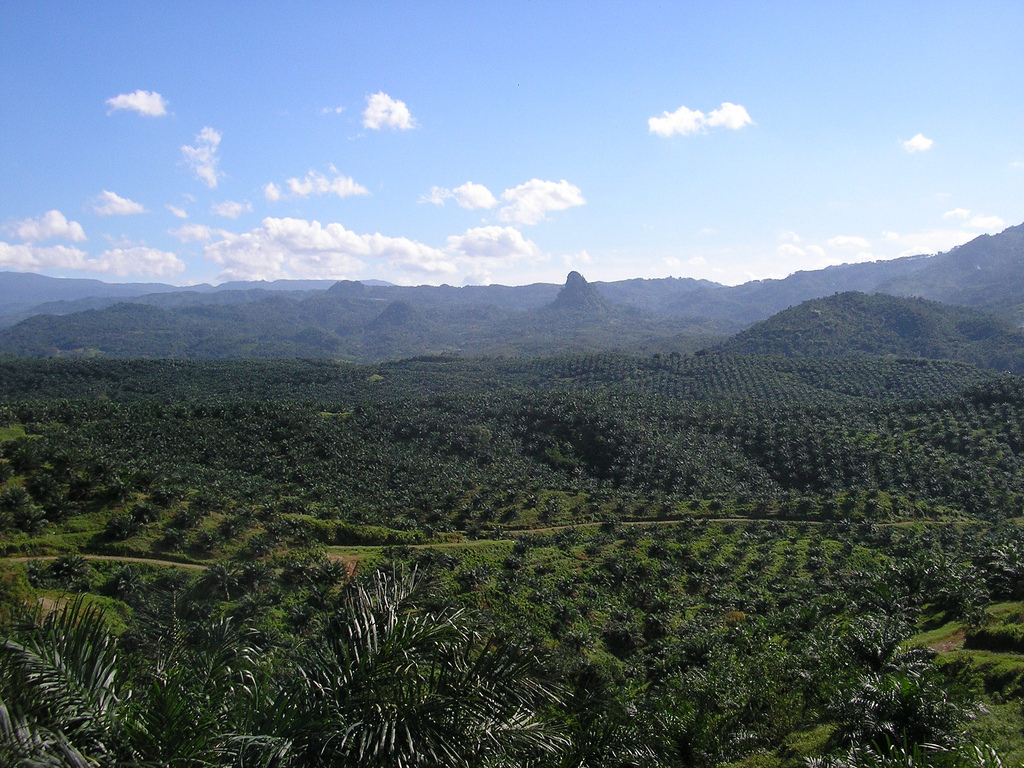
Plantáž palmy olejné, Cigudeg, Indonésie
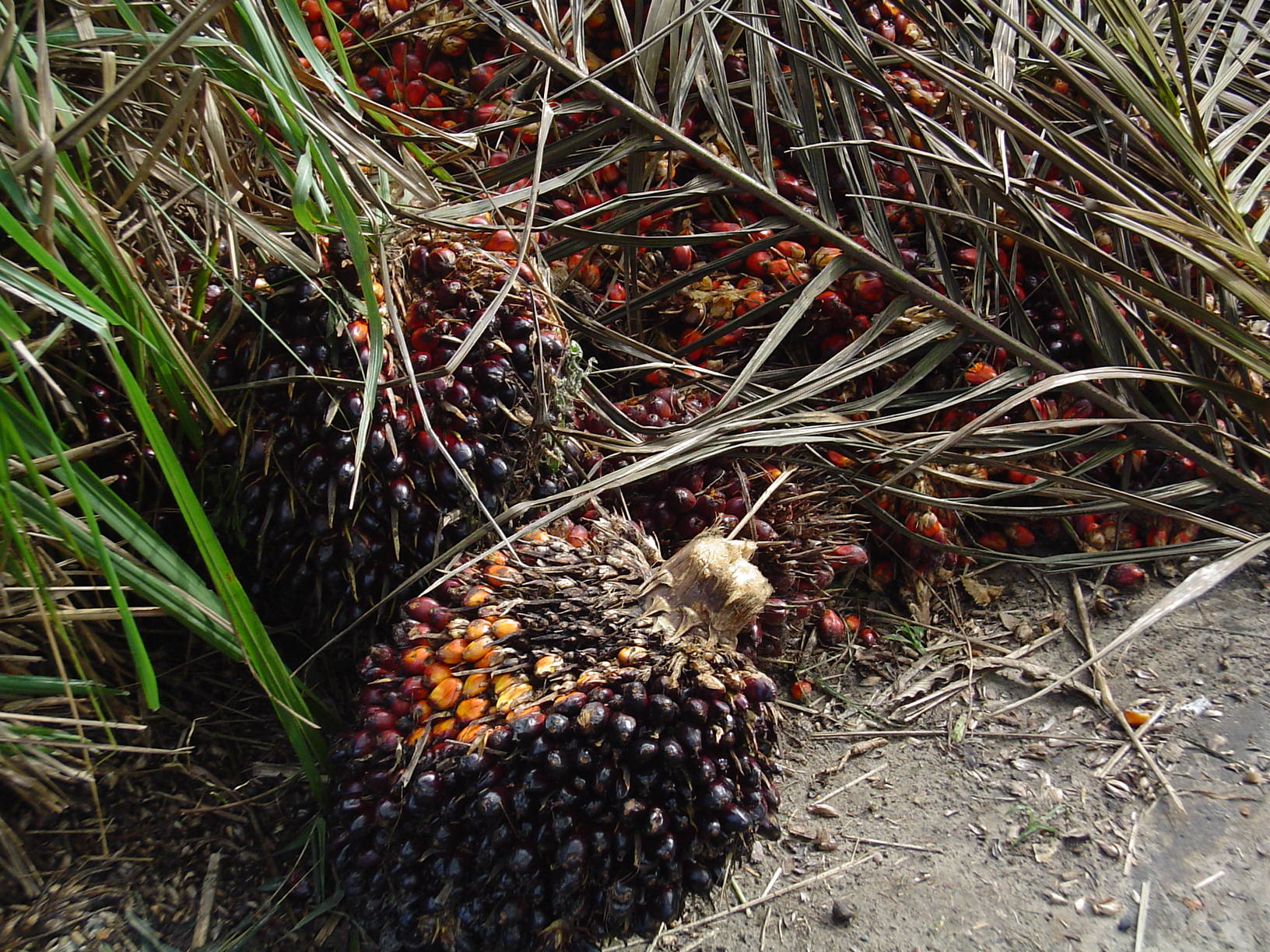
Sklizené trsy plodů palmy olejné

## Výnosnost palmy olejné
Oproti jiným olejnatým plodinám má palma olejná vysoké hektarové výnosy (v porovnání s řepkou olejkou cca 5× vyšší, oproti slunečnici cca 6× vyšší, oproti sóji asi 10× vyšší), díky čemuž je teoreticky možné získat stejné množství oleje z menší plochy v porovnání s ostatními olejninami, tato výnosnost je průměrná. Palma olejná začíná plodit po 30 měsících. Některé nově vyšlechtěné odrůdy i dříve – po 24. měsících. Během prvních let produkce je výnosnost relativně malá v porovnání se vzrostlou palmou. Po 8 až 9 letech je palma na vrcholu své produkce zhruba až do 15 let, a pak již produkce postupně klesá. Ve věku 25 let palma dosahuje výšky cca 9 metrů, kdy se už sklízení plodů stává obtížné. Informace kolující po internetu, že ve věku 30 let palma odumírá, jsou mýtus. Palma olejná může žít déle než 150 let a ve volné přírodě přesahovat výšku 25 metrů.. Palma olejná je rostlina náročná na vodu. Pěstuje se však v oblastech vysokých srážek, kde spotřeba rostliny a roční úhrn srážek jsou přibližně v rovnováze. Nepravidelné rozložení srážek v roce může u rostlin vyvolat stres, který negativně ovlivňuje výnosy. Horní kořenový systém palmy olejné umí efektivně využívat dešťovou vodu. Informace šířené po internetu, že během několika málo desítek let bude půda na palmových plantážích natolik vyčerpaná, až se přemění na neúrodnou step, na které již nebude možné nic pěstovat, jsou rovněž mýtus. Plantáž palmy olejné lze obnovit na stejném místě v cyklech po cca 25 letech. Vyžaduje to však, aby byly průběžně aplikovány zásady správné zemědělské praxe a zemědělci se o půdu průběžně starali. Určitou výzvou (zvláště pro drobné farmáře), týkající se obměny plantáže v rámci 25letých cyklů, jsou finanční zdroje, kdy je třeba počítat s překlenovacím úvěrem po dobu, kdy nově obnovená plantáže nebude přinášet úrodu. Tomu napomáhají některé podpůrné programy.

## Certifikace palmového oleje
Dnes také existují skupiny RSPO (Roundtable on Sustainable Palm Oil) a POIG (Palm Oil Innovation Group) vydávající globální standardy pro trvale udržitelné pěstování palmového oleje. Každý uživatel má tedy možnost vybrat si výrobce podporujícího ekologický způsob pěstování palem olejných, další možností je spotřebu potravin s obsahem jejich oleje jednoduše omezit. Působení RSPO se neobešlo bez kritiky, zejména ze strany nevládních organizací. Odlesňování, požáry i fakt, že členové RSPO mají povoleno kácet původní lesy, vyvolává ohledně udržitelnosti a ekologičnosti určité pochybnosti. V roce 2013 bylo každoroční setkání RSPO doprovázeno protesty stovek těch, kteří na plantážích pracují za nižší než zákonné minimální mzdy a bez nadějí na zlepšení situace v budoucnosti. Často přitom plantáže zaměstnávají celé rodiny včetně dětí. Na druhou stranu existují i nezpochybnitelné důkazy o prospěšnosti pěstování palmy olejné. Produkce palmového oleje prokazatelně snižuje procento populace žijící pod hranicí chudoby.
Studie Mezinárodního svazu ochrany přírody (IUCN) z roku 2018 dospěla k závěru, že palmový olej má svoje místo na trhu díky své vyšší produktivitě ve srovnání s mnoha jinými rostlinnými oleji. IUCN tvrdí, že nahrazení palmového oleje jinými rostlinnými oleji by vyžadovalo větší množství zemědělské půdy, což by negativně ovlivnilo biologickou rozmanitost. IUCN prosazuje lepší postupy v odvětví palmového oleje, včetně prevence expanze plantáží do zalesněných oblastí a vytváření poptávky po certifikovaných a udržitelných produktech palmového oleje.

## Značení palmového oleje
Od 13. prosince 2014 je v platnosti Nařízení EU č. 1169/2011, na základě kterého mají výrobci potravin povinnost vyznačit na obalu výrobku daný druh použitého oleje, v tomto případě tedy „palmový olej“ či „palmojádrový olej“, popřípadě „palmový/palmojádrový tuk“. Požadavku legislativy je vyhověno i v případě, kdy je „palmojádrový olej/tuk“ deklarován jako „palmový olej/tuk“, protože nařízení EU vyžaduje uvádět údaj o konkrétním rostlinném původu oleje, což je v obou případech palma olejná. Označování potravin tvrzeními typu "bez palmového oleje" nebo "neobsahuje palmový olej" může být považováno za matoucí a v rozporu s legislativou EU. Zpoplatnění dovozu do EU by však nepomohlo státům s plantážemi.
Povinnost značení použitého oleje se však netýká kosmetiky a drogerie. Kromě přímého použití palmového oleje se zde uplatňují různé produkty z něj získané, například laurethsulfát sodný (sodium laureth sulfate), což je pěnivá složka obsažená ve většině mycích, pracích a čisticích prostředků. Tato látka může být získávána i z jiných rostlinných či živočišných zdrojů, ale v současné době platí, že asi z 95 % se jedná právě o derivát palmového oleje. Dále u drogerie (prací prostředky, aviváže, čisticí přípravky) se pak palmový olej (respektive produkty z něj) může vyskytovat např. pod označením mýdlo nebo aniontové a neiontové povrchně aktivní látky (tenzidy).

## Vliv na zdraví
| Obsah mastných kyselin v palmovém oleji                      | Obsah mastných kyselin v palmovém oleji | Obsah mastných kyselin v palmovém oleji | Obsah mastných kyselin v palmovém oleji | Obsah mastných kyselin v palmovém oleji |
| ------------------------------------------------------------ | --------------------------------------- | --------------------------------------- | --------------------------------------- | --------------------------------------- |
| Typ kyseliny                                                 |                                         |                                         | pct                                     |                                         |
| myristová C14                                                | myristová C14                           |                                         | 1,0 %                                   | 1,0 %                                   |
| palmitová C16                                                | palmitová C16                           |                                         | 43,5 %                                  | 43,5 %                                  |
| stearová C18                                                 | stearová C18                            |                                         | 4,3 %                                   | 4,3 %                                   |
| olejová C18                                                  | olejová C18                             |                                         | 36,6 %                                  | 36,6 %                                  |
| linolová C18                                                 | linolová C18                            |                                         | 9,1 %                                   | 9,1 %                                   |
| Ostatní/neznámé                                              | Ostatní/neznámé                         |                                         | 5,5 %                                   | 5,5 %                                   |
| černá: nasycené; šedá: mononenasycené; modrá: polynenasycené |                                         |                                         |                                         |                                         |

Palmový olej obsahuje velké množství vitamínu E, přírodních karotenů, které dodávají oleji oranžovou až červenou barvu. Červená barva nepatří u potravin mezi typické, rafinací se mění na světle žlutou, jako u jiných olejů.
Z hlediska složení mastných kyselin je nejvíce zastoupena kyselina palmitová (nasycená) a kyselina olejová (mononenasycená). Vyšší podíl nasycených mastných kyselin bývá spojován se vznikem aterosklerózy. Množství nasycených mastných kyselin je srovnatelné nebo vyšší než ve vepřovém sádle, ale nižší než v mléčném tuku. Vliv na zdraví má však více celková skladba stravy než konzumace palmového oleje. Na druhou stranu platí výživová doporučení podložená řadou vědeckých důkazů o prospěšnosti nahrazovat ve stravě nasycené mastné kyseliny polynenasycenými.
Palmový olej je sice přítomen v řadě potravin, ale jejich běžná konzumace není vysoká. Dokazují to studie sledující spotřebu palmového oleje v rámci populace v některých evropských zemích. Ve Španělsku se odhady průměrného příjmu palmového oleje pohybovaly v rozmezí od 2,06 g/den (u starších osob) do 4,54 g/den (u dětí a dospívajících). V Německu se průměrný příjem palmového oleje pohyboval v intervalu od 3,06 g/den (u batolat) do 6,22 g/den (u osob velmi vysokého věku – nad 75 let). Výsledky jsou v souladu s průzkumem ve Francii z roku 2013. Podle něj je průměrný příjem palmového oleje v rámci celkové populace 2,8 g/den (u dětí ve věku 3-14 let 3,3 g/den a u dospělých 15 a více let 2,7 g/den). Příspěvek palmového oleje ke konzumaci nasycených mastných kyselin tvoří jen 7 % u dětí a 4 % u dospělých, což je méně, než přijmeme prostřednictvím živočišných tuků.